# Museo Técnico Dimitrie Leonida
El Museo Técnico Dimitrie Leonida es un Museo ubicado en Bucarest, Rumanía. 
Fue fundado en 1909 por Dimitrie Leonida, inspirado en el museo técnico de Múnich, el cual visitó durante sus estudios en el Instituto Politécnico Charlottenburg.
Un año antes, en 1908, con la ayuda de mecánicos y electricistas con los que coincidió en su etapa de estudios, empezó a obtener piezas pensando en crear la colección del museo.
El Dimitrie Leonida está concebido como un museo diferente, que no tiene una vocación científica o divulgativa sino educadora, siempre haciéndolo desde la interactividad.